# Iberomesornis
Az Iberomesornis egy monotipikus madárnem volt, mely a kora krétában, mintegy 125 - 115 millió évvel ezelőtt élt - a leletek tanúsága szerint - a mai Spanyolország területén (melynek helyén ekkor egy szigetcsoport helyezkedett el). Egy faj tartozott az említett nemhez, az Iberomesornis romerali.

## Leírása
Az Iberomesornist először José Luis Sanz és José Bonaparte paleontológusok írták le, egy Közép-Spanyolországból előkerült lelet alapján, mely Los Hoyas mellett, egy egykori tó üledékéből került elő.
Az Iberomesornis egy kisméretű madár volt, mely kb. 20 cm-es szárnyfesztávolságával és néhány grammos tömegével nagyjából egy házi veréb méretét érte el (súlya 15 - 20 dekagramm körül mozoghatott). Az Iberomesornis - a többi korabeli madárfajhoz hasonlóan - a dinoszaurusz-jellemzők közül megőrizte a csőrében levő fogakat, valamint szárnyai végén is egy-egy, csökevényes karom helyezkedett el, mely valószínűleg a faágakon való kapaszkodásban segítette.
Az Iberomesornis táplálkozását tekintve valószínűleg mindenevő volt: méretéből kifolyólag rovarokra vadászhatott, de étrendjének részét képezhették a környező erdőségek fáinak gyümölcsei is. Az egykori tófenék maradványát képező üledékes rétegekből előkerült Iberomesornis maradványok arra engednek következtetni, hogy a vízben élő rákok is részét képezhették táplálkozásának.

## Érdekesség
Az Iberomesornis a BBC által megrendezett Dinoszauruszok, a Föld urai (Walking with the dinosaurs) című műsorban is szerepel, ahol viselkedésének és életmódjának egy elméleti rekonstrukciója látható.